# Малафрета
Малафрета́ (фр. Malafretaz) — коммуна во Франции, находится в регионе Рона — Альпы. Департамент — Эн. Входит в состав кантона Монревель-ан-Брес. Округ коммуны — Бурк-ан-Брес.
Код INSEE коммуны — 01229.

## География

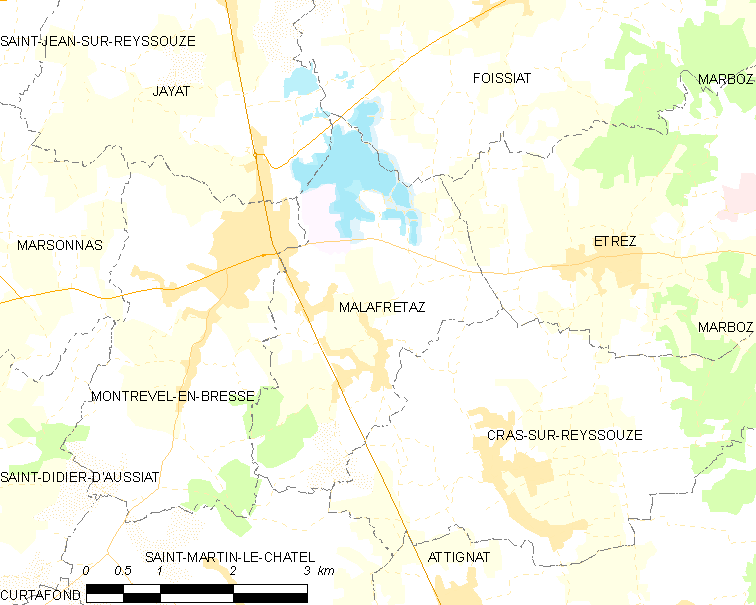
Карта коммуны

Коммуна расположена приблизительно в 360 км к юго-востоку от Парижа, в 70 км севернее Лиона, в 15 км к северо-западу от Бурк-ан-Бреса.
По территории коммуны протекает река Ресуз.

## Климат
Климат полуконтинентальный с холодной зимой и тёплым летом. Дожди бывают нечасто, в основном летом.

## История
Первое упоминание о деревне относится к XIII веку.

## Население
Население коммуны на 2010 год составляло 952 человека.
| 1962 | 1968 | 1975 | 1982 | 1990 | 1999 | 2010 |
| ---- | ---- | ---- | ---- | ---- | ---- | ---- |
| 531  | 526  | 549  | 530  | 624  | 674  | 952  |

## Администрация
| Период | Период | Фамилия         | Партия | Примечания |
| ------ | ------ | --------------- | ------ | ---------- |
| 1995   | 2008   | Жан-Поль Морель |        |            |
| 2008   | 2020   | Ален Вивье      |        |            |

## Экономика
В 2010 году среди 610 человек трудоспособного возраста (15—64 лет) 489 были экономически активными, 121 — неактивными (показатель активности — 80,2 %, в 1999 году было 75,4 %). Из 489 активных жителей работали 470 человек (263 мужчины и 207 женщин), безработных было 19 (5 мужчин и 14 женщин). Среди 121 неактивных 40 человек были учениками или студентами, 51 — пенсионерами, 30 были неактивными по другим причинам.